# Changelin : Le Songe
Pour les articles homonymes, voir Changeling.
Changelin : Le Songe est un jeu de rôle contemporain-fantastique situé dans le Monde des Ténèbres et est édité par White Wolf Publishing. Il a été publié en français par Ludis. Il y a eu deux versions anglaises dont seule la première est traduite en français.
Les joueurs sont invités à incarner des Changelins, des créatures fantastiques chimères, mi-humaines mi-féériques en lutte contre un ennemi impalpable : La Banalité. Bien au-delà des concepts des autres jeux de chez White Wolf Publishing, ce jeu de rôle est une touche étrange dans Le Monde des ténèbres. Si on y retrouve effectivement une ambiance assez désespéré, des thèmes difficiles tels que l'Amour, la lutte de l'individu contre la masse ou encore le Rêve sont abordés. 
Ces thèmes complexes sont sans doute à l'origine de l'arrêt des publications, la gamme ayant rencontré un faible succès, en particulier dans le public francophone où seulement deux ouvrages ont été traduits par Ludis.
La gamme en elle-même est relativement riche et travaillée, offrant même une version orientale du jeu (Land of Eight Million Dreams). Une campagne d'un type particulier a également été publiée sous le nom de « Immortals Eyes ». Cette campagne est plus un décor de jeu accompagné de romans donnant une trame possible. C'est la seule campagne qui ait été publiée pour ce jeu.
Une série de suppléments en anglais décrit la guerre de Concordia, qui change l'univers dans le cadre de l'Apocalypse générale des jeux du Monde des Ténèbres.
Le changelin est un être féerique qui habite un corps humain mortel, en lutte contre un ennemi impalpable : La Banalité. Il est en permanence à mi-chemin entre le rêve et la réalité.
Leur monde d'origine, Arcadia, est un univers fantastique toujours en changement, qui se construit à partir des rêves et des cauchemars des mortels.

## Nouvelle version
Après deux éditions américaines et une française, Changelin a été remis au standard du Monde des Ténèbres 2, avec un concept donc bien différent, sous le titre Changeling: The Lost (les Égarés), paru en avril 2007.

## Jeux de cartes
Un jeu de cartes à collectionner existe aussi, Arcadia, et propose d'incarner des changelins dans leur monde d'origine.